# Санта-Крус-де-ла-Сьєрра (Касерес)
Санта-Крус-де-ла-Сьєрра (ісп. Santa Cruz de la Sierra) — муніципалітет в Іспанії, у складі автономної спільноти Естремадура, у провінції Касерес. Населення — 269 осіб (2010).
Муніципалітет розташований на відстані близько 220 км на південний захід від Мадрида, 47 км на схід від Касереса.

## Демографія
Динаміка населення (INE ):

## Галерея зображень

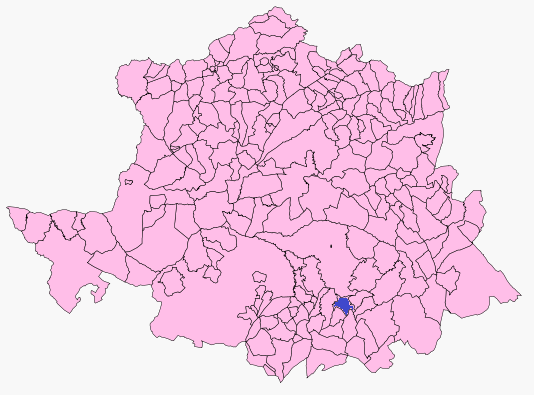
Розташування муніципалітету у провінції Касерес